# فيليبو ليبي
الراهب الكرملي فيليبو ليبي (بالإيطالية: Filippo Lippi)‏ (1406 تقريبًا - 8 أكتوبر 1469)، المعروف أيضًا باسم ليبو ليبي، هو رسام إيطالي في كواتراتشينتو (القرن الخامس عشر).

## سيرة حياته
وُلد ليبي في فلورنسا عام 1406، لوالده الجزار وزوجته، اللذين توفيا عندما كان صغيرًا. أُرسل ليبي للعيش مع خالته مونا لاباتشا. ومع ذلك، فقد وضعته في دير كرملي مجاور لها لأنها كانت أفقر من أن تستطيع تربيته. غادر الدير عندما بلغ عمره ثماني سنوات وبدأ تعليمه هناك. قُبل في مجتمع الرهبنة الكرملية عام 1420 في دير سيدة جبل كارمين في فلورنسا، وأخذ الوعود الدينية في الرهبنة عندما بلغ سن السادسة عشرة في العام الذي تلاه. عُيّن كاهنًا في الدير عام 1425، وبقي في مقر إقامة الدير حتى عام 1432. كتب جورجيو فازاري، أول مؤرخ للفن في عصر النهضة، أن ليبي قد أُلهم ليصبح رسامًا من خلال مشاهدة مازاتشو وهو يعمل في كنيسة كارمين. تدل أعمال ليبي المبكرة، ولا سيما تاروكوينيا مادونا (المعرض الوطني، روما)، على تأثره بمازاتشو. يقول فازاري عن ليبي في كتابه حياة أكثر الرسامين والنحاتين والمهندسين المعماريين تميزًا: «قضى ليبي كل وقته في رسم اسكيتشات على كتبه وكتب الآخرين بدلًا من الدراسة». قرر رئيس دير الرهبان منحه فرصةً لتعلم الرسم، نظرًا إلى اهتمامه الشديد به.
انسحب فيليبو ليبي من الدير في عام 1432 على الرغم من عدم إطلاق سراحه من الوعود. وصف نفسه في رسالة كتبها عام 1439 بأنه الراهب الأفقر في فلورنسا، والمكلف برعاية ست بنات قابلات للزواج.
وفقًا لفازاري، ذهب ليبي بعد انسحابه لزيارة أنكونا ونابولي، حيث ألقى قرصنةُ البربر (الجهاد البحري الإسلامي) القبض عليه واحتفظوا به عبدًا. ساعدت مهارته في رسم الصور على إطلاق سراحه في نهاية الأمر.
حظيت لوحات ليبي بشعبية كبيرة بالتزامن مع عودته إلى فلورنسا عام 1432، ونالت دعمًا من عائلة ميديتشي، التي كلفت بعيد البشارة والقديسين السبعة. كان على كوزيمو دي ميديتشي أن يحبسه ليجعله يعمل، وحتى مع ذلك، فقد تمكن ليبو من الهرب باستخدام حبل مصنوع من الملاءات. سبب له هروبه صعوبات مالية لم يتردد في استخدام التزوير ليُخلص نفسه منها. شملت حياته أيضًا العديد من القصص المشابهة عن دعاوى وشكاوى ووعود كاذبة وفضائح.
رسم ليبي في عام 1441 نقشًا خلف مذبح الكنيسة لراهبات كنيسة القديس أمبروز، والتي تُعد الآن معلم جذب بارز في أكاديمية فلورنسا، واحتُفل بها في قصيدة براونينغ الشهيرة حول الراهب فيليبو ليبي، إذ تُمثل هذه اللوحة تتويج العذراء بين الملائكة والقديسين، بما في ذلك العديد من رهبان برنارديين. وُضع أحد الرهبان على يمين اللوحة، وهو رسم مُصغر يُعتقد أصلًا أنه بورتريه شخصي. اعتُقد في وقت لاحق أن هذا البورتريه يعود للمُحسن الذي كُلّف برسم اللوحة.
عُيّن ليبي في عام 1452 ملقحًا دينيًا للراهبات في دير القديسة مريم المجدلية في فلورنسا. سُجل في يونيو عام 1456 أن ليبو يعيش في براتو (بالقرب من فلورنسا)، وذلك لرسم اللوحات الجدارية في جوقة الكاتدرائية. شرع أيضًا في رسم لوحة لكنيسة دير مار مارغريتا في تلك المدينة عام 1458، حيث التقى لوكريتزيا بوتي، راهبة جميلة وتقية، وابنة فلورنتين (فرانشيسكو بوتي). طلب ليبي أن يُسمح لها بتجسيد السيدة الطاهرة، وانخرط في علاقة جنسية معها تحت هذه الذريعة، وخطفها إلى منزله، واحتفظ بها هناك على الرغم من جهود الراهبات في محاولة استعادتها. كان ابنهما فيليبينو ليبي هو نتاج هذه العلاقة، والذي أصبح لاحقًا رسامًا شهيرًا على خطا والده.
عُين في عام 1457 راعيًا للفنون (بالإيطالية: ريتوري كومينديتاريو) في سان كويركو في ليغانيا في مقاطعة سيينا، إذ حقق أرباحًا كبيرة من خلال هذه المؤسسات. حارب ليبي للهروب من الفقر طوال حياته على الرغم من تحقيقه هذه الأرباح.
أمضى ليبي بقية حياته في سبوليتو، حيث كُلف برسم مشاهد من حياة مريم العذراء لتوضع في محراب الكنيسة. توجد في منتصف محراب الكنيسة لوحة المسيح وهو يتوج مادونا، مع الملائكة، والعرافات، والأنبياء. رسم أحد مساعديه زميله الكرملي، راهب ديامانتي، بعد وفاة ليبي هذه السلسلة من اللوحات، التي لا تساوي في القيمة تلك الموجودة في كاتدرائية براتو.
توفي ليبي في سبوليتو في 8 أكتوبر عام 1469. اعتُبرت طريقة وفاته موضعًا للخلاف. قيل إن البابا قد منح ليبي إذنًا ليتزوج من لوكريتزيا، لكن ليبي قد تسمم قبل أن يصل الإذن من أقارب لوكريتزيا الغاضبين أو من لوكريتزيا نفسها أو من سيدة استبدلتها عواطف فنان متزعزعة.

## الأعمال
تُعتبر اللوحات الجدارية المعلقة على الجدارين المواجهين الرئيسيين في جوقة كاتدرائية براتو، والتي تصور قصص القديس يوحنا المعمدان والقديس ستيفن، من أهم أعمال الراهب فيليبو، ولا سيما لوحة سالومي الراقص، التي تمتلك ارتباطًا واضحًا بالأعمال اللاحقة لتلميذه ساندرو بوتيتشيلي، وابنه فيليبينيو ليبي، وأيضًا المشهد الذي يظهر الحداد الاحتفالي على جثة ستيفن. يُعتقد أن هذا المشهد الأخير يحتوي على صورة للرسام، ولكن هناك آراء مختلفة حول شكله الدقيق.
توفي فيليبو ليبي في عام 1469 بينما كان يعمل على لوحات مشاهد حياة مريم العذراء (1467 - 1469) على سقف كاتدرائية سبوليتو. تُظهر اللوحات الجدارية البشارة، والجنازة، وعشق الطفل، وتتويج العذراء. تضم مجموعة من المارة صُورت في الجنازة صورةً شخصية لليبي إلى جانب ابنه فيليبينو ومساعدَيه الراهب ديامانتي وبيير ماثيو دي ميليا. دُفن ليبي في الجانب الأيمن لجناح الكنيسة. اشتُهر من بين تلاميذه فرانشيسكو دي بيسيلو (يُطلق عليه بيسيلينو).

## روابط خارجية
- فيليبو ليبي على موقع الموسوعة البريطانية (الإنجليزية)
- فيليبو ليبي على موقع إن إن دي بي (الإنجليزية)
- فيليبو ليبي على موقع ديسكوغز (الإنجليزية)